# 大橋房太郎

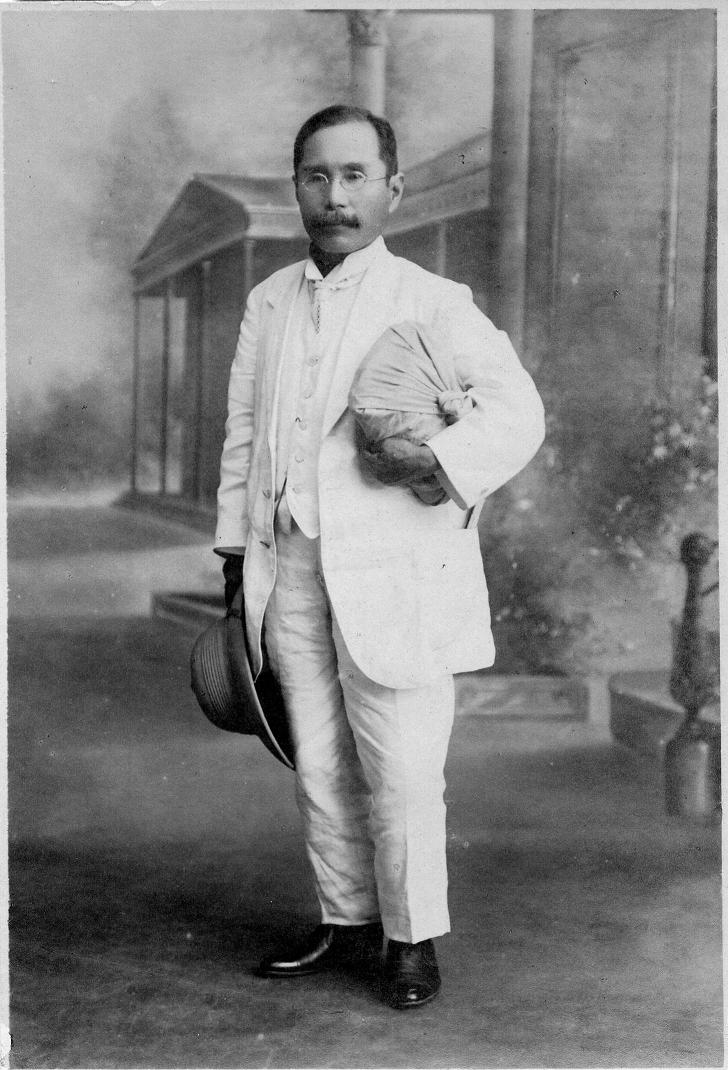
大橋房太郎お気に入りの写真、房太郎が淀川治水について政府高官に会う為上京するにあたり大枚8円を出費して新調した服を着ての記念撮影

大橋 房太郎（おおはし ふさたろう、1860年11月26日（万延元年10月14日） - 1935年（昭和10年）6月30日）は、大阪府出身の政治家。大阪府を流れる淀川の治水に一生を捧げ、治水翁と呼ばれた。

## 略歴
摂津国東成郡榎本村（現在の大阪府大阪市鶴見区）放出（はなてん）の庄屋に生まれた。
東京で鳩山和夫邸の書生をしていた時、1885年（明治18年）の淀川の大洪水のことを知った。急遽帰阪し、惨禍を眼のあたりにして、淀川治水の大事業に取り組むことを決意する。
1891年（明治24年）、大阪府議会議員に当選する。
その後、房太郎らの努力が実り、1896年（明治29年）、国レベルでの河川法が制定され、淀川改修費が出されるとの両院の可決をみた。その時傍聴席にいた房太郎は思わず「万歳！」と大声をはりあげた為、守衛に場外に連れ出されるという場面もあった。
淀川治水のため私財をなげうち、生涯清貧を貫いた井戸塀の政治家で、晩年にも陋屋に住んでいた。
葬儀は大阪市葬で大阪市中央公会堂で行われた。墓所は大阪市鶴見区放出東の正因寺。二男の治房も社会運動家を経て大阪府会議長を務めた。

## 伝記
- 小川清『淀川の治水翁 大橋房太郎伝』東方出版、2010年